# Taisto Mäki

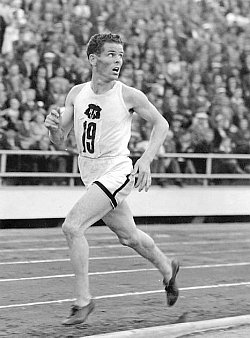
Taisto Mäki.

Taisto Mäki, född 2 december i 1910 i Helsinge, död 1 maj 1979 i Helsingfors, var en finländsk långdistanslöpare. 
Mäki slog igenom vid finländska mästerskapen 1934, då han på 5 000 meter pressade sitt personbästa med en minut till 14.49,2. Följande år löpte han världens tredje snabbaste tid, 14.40,4, men förlorade knappt uttagningen till Berlin-OS 1936. Två år senare, 1938, blev han finländsk mästare i terränglöpning och europamästare på 5 000 meter i Paris med 14.26,8. Senare på hösten detta år löpte han världsrekord på 10 000 meter med 30.02,0.
Året 1939 blev Mäkis bästa. Han satte världsrekord på två engelska mil (8.53,2), tre engelska mil (13.42,4), 5 000 meter (14.08,8), sex engelska mil. (28.55,6) och gick med 29.56,2 som den förste i världen under halvtimmen på 10 000 meter, en tid som väckte enorm uppståndelse världen över. Vintern 1940 företog Mäki med Paavo Nurmi som tränare en PR-turné till USA. Fortsättningskriget satte dock stopp för hans löparkarriär, som även hade inbringat åtta finländska mästerskapstitlar 1934–1940. Han deltog i 11 landskamper och var i yngre år även en ytterst lovande skidlöpare. Fightern Mäki med sitt ständigt soliga humör var publikens förklarade gunstling.

## Utmärkelser
- Medalj av I klass med guldkors av Finlands Vita Ros’ orden[1]

[Redigera Wikidata]